# STOVL
STOVL (de l'anglès de Short Take- Off and Vertical landing, «enlairament curt i aterratge vertical") és la capacitat d'alguns avions d'enlairar-se d'una pista d'aterratge curta o no preparada i per aterrar verticalment. L'avió més popular probablement és el Hawker Siddeley Harrier, que va ser pensat i dissenyat per ser un avió VTOL encara que actualment les seves característiques són STOVL donat les majors capacitats de combustible i armament amb les que ara compta. El mateix és aplicable per al futur F-35 Lightning II en la seva variant F-35B, que ja ha demostrat les seves capacitats VTOL en les proves del prototip i que actualment és considerat com una aeronau STOVL.
Exemples d'avions amb capacitat STOVL:
- EWR VJ 101C
- Mirage IIIv
- Iàkovlev Iak-38
- Iàkovlev Iak-141
- Lockheed Martin F-35B Lightning II

Exceptuant al Iak-38, cap dels avions esmentats va arribar a ser operatiu.